# Salinas de San Bernardo
Las Salinas de San Bernardo son un salar ubicado en el centro–noroeste de la República Argentina, que se extiende por la frontera este de la provincia de Catamarca, marcando el límite entre esta y la Santiago del Estero) a una altitud que varía entre 150 y 210 m s. n. m.. 

## Geografía
Toda su extensión se encuentra dentro del Departamento La Paz, marcando el límite este de la provincia. 
Su fisonomía lineal la separa de las salinas de Ambargasta por un monte con clima semiárido.
Es atravesada en su extremo sur por la Ruta provincial Nº116, que conecta a la ciudad de Recreo con el paraje de La Suerte.  